# القضية 6008 (مسلسل)
القضية 6008 مسلسل دراما بوليسية اجتماعية سوري من إخراج غزوان بريجان وتأليف عبد الله عباسي، والمسلسل يحكي عن مقتل «فهمي السلوري» والذي يمسك القضية قاض نبيل يدعى «القاضي عبد الجليل» وله سبعة أولاد والذي يتعرض للعديد من التهديدات من قبل رجل الأعمال «يوسف النايل».

## طاقم التمثيل
- أمل عرفة - سلوان
- سليم صبري - القاضي عبد الجليل
- فادية الخطاب - زوجة القاضي عبد الجليل - أمينة
- وائل شرف - نديم
- عبد الحكيم قطيفان - يوسف النايل
- نادين - سوسن
- جهاد عبده - وليد
- سوسن أرشيد - منى
- خالد القيش - جميل
- صفاء سلطان - سراب
- حسام تحسين بيك - أبو نادر
- زهير رمضان - عقيد المباحث
- عصام عبه جي - فهمي السلوري
- أدهم مرشد - فؤاد
- أمية ملص - ناديا
- نسرين الحكيم - رحاب
- ضحى الدبس - زوجة يوسف النايل
- ميلاد يوسف - ساطع
- نضال سيجري - سامح

## الإنتاج

### مقدمة الشارة
- حسام تحسين بيك
- وائل وهبة
- رزان أبو رضوان